# Komorní hůrka
Der Komorní hůrka (Kammerbühl, 503 m) und der nicht weit entfernte Železná hůrka (Eisenbühl) sind die einzigen in prähistorischer Zeit aktiven Vulkane in Tschechien.

## Lage und Umgebung
Der Komorní hůrka befindet sich im Karlovarský kraj (Region Karlsbad) unmittelbar südwestlich von Františkovy Lázně (Franzensbad). Drei Kilometer südöstlich des Berges liegt Cheb (Eger), der Hauptort des Egerlandes. Direkt am Fuß des Berges verläuft die Fernstraße Nr. 6 (Europastraße 48) etwas über drei Kilometer auf einer für die Reichsautobahn von Bayreuth in Richtung Karlsbad angelegten Trasse.

## Geologie
Der Schlackenkegel Komorní hůrka (Kammerbühl) ist mit einem Alter von 720.000 Jahren einer der jüngeren erloschenen Vulkane des europäischen Festlandes.
Am Boden eines ausgetrockneten Sees, dem heutigen Egerer Becken, gelegen, entstand er durch eine Eruption mit sogenannter strombolianischer Aktivität. Die bei dem Ausbruch zu Asche und Schlacke gewordenen Lockermassen setzten sich vor allem nach Osten zu ab, während die nach dem Gasausbruch ausgeflossene Lava den Vulkanschlund füllte und zu Basalt erstarrte.

## Geschichte
Bis ins 19. Jahrhundert war die Entstehung der Basalte unter den Geologen umstritten. Während die Plutonisten die Entstehung der Basalte auf vulkanische Kräfte zurückführten, gingen die Neptunisten davon aus, dass Basalt aus Sedimenten besteht und führten dies darauf zurück, dass Basalte zuweilen auch auf älteren Schottern und Flusssanden auflagern, wie es vom erzgebirgischen Scheibenberg bekannt war.

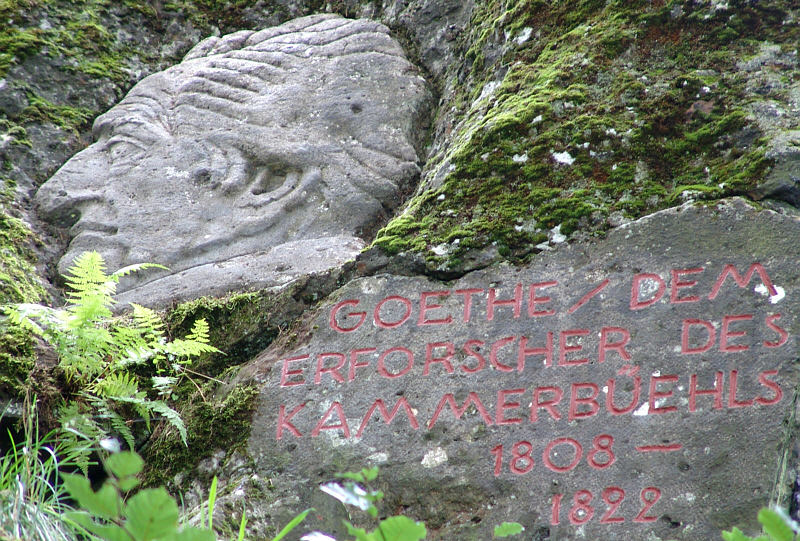
Gedenkstein an Goethe

Goethe, selbst Anhänger des Neptunismus, besuchte den Vulkan 1808, 1820 und 1822, um im Rahmen dieses Disputes wissenschaftlichen Studien zu betreiben. Er beschrieb den Vulkan folgendermaßen:
„Der Kammerbühl (Hügel), sonst auch Kammerberg, hat seinen Namen von einem benachbarten Waldbezirk und einer dortigen Anlage weniger Häuser, die Kammer genannt. Er zeigt sich, wenn man von Franzensbrunn nach Eger geht, etwa eine halbe Stunde rechts vom Weg.“
Auf seinen Vorschlag legte einige Jahre nach seinem Tod (1834–1837) Kaspar Maria von Sternberg ein Stollensystem durch den Hügel an. Als man auf den mit Basalt gefüllten Krater stieß, konnte der vulkanische Ursprung des Komorní hůrka (Kammerbühl) endgültig bewiesen werden.

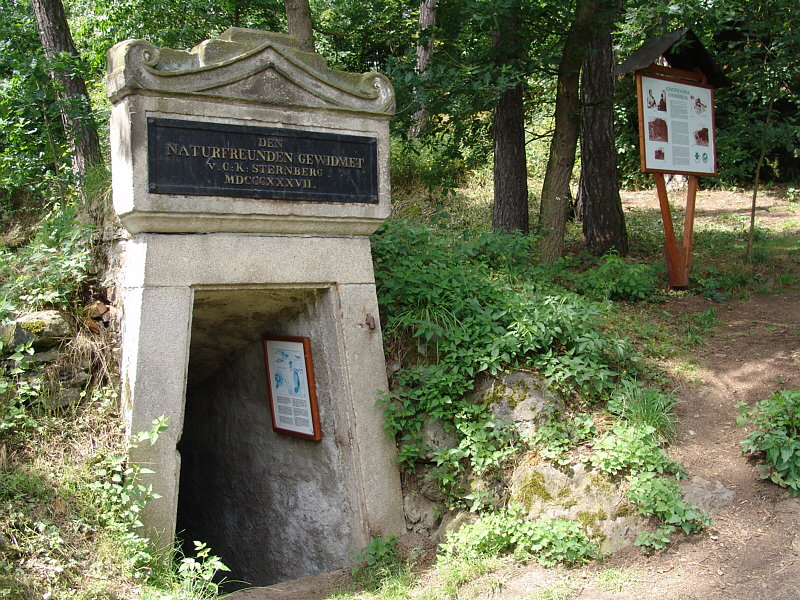
Eingang des Stollens

Zum Andenken an die Forschungen wurde am Stolleneingang ein Portal mit der Inschrift:
„DEN NATURFREUNDEN GEWIDMET v. G. K. STERNBERG; MDCCCXXXVII“
angebracht. Der Stollen ist noch ca. vier Meter weit begehbar. An einem gegenüberliegenden Basaltfelsen befindet sich ein Relief mit Goethes Porträt und der Inschrift:
„GOETHE/DEM ERFORSCHER DES KAMMERBUEHLS 1808-1822“.
Das beim Ausbruch ausgestoßene basaltartige Gestein wurde in jüngerer Zeit östlich des Berges auf einer Fläche von 300 × 100 m für den Straßenbau abgebaut. Die dabei entstandene zehn Meter tiefe Grube wird von Besuchern oft irrtümlich für den Krater des Kammerbühls gehalten. Der eigentliche Krater befindet sich jedoch auf der Kuppe des Berges. Er ist nicht zu sehen, da er bei dem Ausbruch mit Lava gefüllt wurde.
1951 wurde der Kammerbühl unter Naturschutz gestellt und ist ein tschechisches Naturdenkmal. Das Mitnehmen von vulkanischem Gestein steht unter Strafe.

## Wege zum Gipfel
Der Berg liegt an der rot markierten Hauptwanderoute von Cheb nach Františkovy Lázně. Eine Abzweigung führt am Stolleneingang vorbei zum Gipfel des Berges. Vor dem Stollen passiert man ein kleines Informationsgebäude, zu erkennen an einem kleinen Wintergarten. Der Nachbarort Klest (Ortsteil von Cheb) ist 800 m entfernt. Das Hotel Komorní hůrka befindet sich am Fuß des Berges.